# Fiat Sedici
Fiat Sedici je automobil s karoserií crossover, který kombinuje hatchback s SUV. Název zdůrazňuje pohon všech kol – Sedici znamená italsky 16, tedy 4x4. Nájezdové úhly činí 20,3° vepředu a 32,1° vzadu, světlá výška 19 cm. Jedná se o mírně upravený model Suzuki SX4. Design navrhl Giorgetto Giugaro, od SX4 se liší tvarem nárazníků, masky chladiče a bočních částí.
Systém pohonu všech kol má tři režimy – pohon předních kol, automatický pohon všech kol a rozdělení momentu pevném poměru 50:50. Na některé trhy (např. SRN) se dodává i verze s pohonem pouze přední nápravy.
Model Sedici byl oficiálním vozidlem XX. Zimních olympijských her v Turíně roku 2006. Fiat jako partner pořadatelů poskytl pro účely ZOH celkem 3 tisíce automobilů, z nich 2 tisíce byly Sedici.
| Model                | 1.6 16V 4x2      | 1.6 16V 4x4      | 1.9 MultiJet 4x2 | 1.9 MultiJet 4x4 |
| -------------------- | ---------------- | ---------------- | ---------------- | ---------------- |
| Uspořádání válců     | 4 v řadě         | 4 v řadě         | 4 v řadě         | 4 v řadě         |
| Druh motoru          | benzínový        | benzínový        | turbodiesel      | turbodiesel      |
| Objem (cm³)          | 1.586            | 1.586            | 1.910            | 1.910            |
| Výkon (kW)           | 79 při 5600 ot.  | 79 při 5600 ot.  | 88 při 3500 ot.  | 88 při 3500 ot.  |
| Kroutící moment (Nm) | 145 při 4000 ot. | 145 při 4000 ot. | 280 při 2000 ot. | 280 při 2000 ot. |
| Nejvyšší rychlost    | 180 km/h         | 170 km/h         | 190 km/h         | 180 km/h         |
| Zrychlení 0–100 km/h | 10,7 s           | 10,8 s           | 10,5 s           | 11,2 s           |
| Kombinovaná spotřeba | 6,8 l/100 km     | 7,1 l/100 km     | 6,3 l/100 km     | 6,6 l/100 km     |
| Emise CO2            | 165 g/km         | 173 g/km         | 166 g/km         | 174 g/km         |

## Statistika registrací

### Registrace v Německu
- 2006 –  1402
- 2007 –  2263

Zdroj: Kraftfahrt-Bundesamt
Oficiální stránka Fiatu Sedici